# T.M.Revolution 西川貴教のちょこっとナイトニッポン
『T.M.Revolution 西川貴教のちょこっとナイトニッポン』（ティーエムレボリューション にしかわたかのりのちょこっとナイトニッポン）は、ニッポン放送で西川貴教がパーソナリティを担当していたラジオ番組。
なお、番組内では「T.M.Revolution」を除いた、「西川貴教の-」をタイトルコールに用いていた。

## 概要
1997年1月から2005年9月まで8年9か月にわたり「オールナイトニッポン」を担当していた西川貴教が6年ぶりにニッポン放送で開始した平日10分間の帯番組である。
オープニングテーマは『西川貴教のallnightnippon SUPER!』時代及び月曜一部末期（石川再担当時）にエンディングテーマとして使われていたSPARKS GO GOの『ルーシーはムーンフェイス』(セルフカバーアルバム「NEW OLD STOCK」でのバージョン。）である。CM中に流れる音楽は同じくSUPER時代に使われていたpre-schoolの『ROCK AND ROLL HIGH SCHOOL』。エンディングテーマは西川が出演するミュージカル『ROCK OF AGES』上映終了まではそこで用いられていた80年代洋楽が、現在はオールナイトニッポン放送当時エンディング前最後のCM中に流れていたバグルスの『ラジオ・スターの悲劇』が使用されていた。
公式ホームページは、かつて『西川貴教のオールナイトニッポン』で用いられていたものと同一のアドレスが使われている。メールアドレスも同様にオールナイトニッポン時のものがそのまま使われている。
放送作家は『西川ANN』の作家を長年務めた石川昭人が担当していた。
2022年6月12日には当番組の放送開始から10周年、オールナイトニッポンの放送開始から55周年、当番組の前身となる西川貴教のオールナイトニッポンの放送開始から25周年を記念して東京国際フォーラムで特別イベント『周年ナイトニッポン』が行われた。
番組は『西川ANN』の放送期間を超える11年間続いてきたが、2022年9月14日放送で9月をもって終了することを西川本人から発表。その後、2022年9月22日のエンディングで9月23日の放送がレギュラー放送の最終回、9月30日の21:30 - 21:50に特別編としてEXTRA最終回を放送することを発表。
ただし後述の通り、4月～9月の期間中はナイター中継が延長することによって放送されない事があったため、9月23日のレギュラー放送最終回はナイター中継が延長したため放送されないままお蔵入りとなった。一方でEXTRA最終回については放送前日までにプロ野球の優勝チームが決定しなかった場合のみナイター中継が編成され、試合の状況によっては中止の可能性がある事をアナウンスしていたが、9月25日にセントラル・リーグの優勝チームが決定したため、9月30日はナイター中継が編成されず、当番組のEXTRA最終回も通常通り放送された。
番組終了後の2022年10月1日(土)に西川貴教のオールナイトニッポンPremiumを夜7時から放送した。

## 放送時間

### ナイターシーズン時、2020年度以降通年
- 火曜 - 金曜 21:40 - 21:50
  - ニッポン放送ショウアップナイターが延長した場合は放送が翌日以降に延期される。このため、当該期間中の放送内容について、放送されている日とずれが生じる場合があると西川が予め断りを入れることがある[1]。

### 2019年度までのナイターオフシーズン時
- 月曜 - 金曜 20:50 - 21:00
  - 例年10月から11月にかけてはショウアップナイターの中継を優先させるため、中継の編成日は延長の有無に関わらず番組が休止となる。また、これ以外にもスポーツ中継が編成された場合も休止となる。
  - 毎年12月24日はラジオ・チャリティー・ミュージックソン放送のため休止となる。
  - 上記のように放送が休止となる場合はその前の放送のエンディングで予め断りを入れている。

### 2020年度の対応
- 新型コロナウィルスによる感染症の拡大に伴い、2020年のプロ野球開幕が6月まで延期されたが、当番組は3月31日からナイターシーズン時と同じ時間帯で放送された。
- ニッポン放送ではこの年に限ってナイター終了に伴う改編を11月9日に実施したが、当番組を含め21:20 - 21:50の番組は引き続きナイターシーズンと同じ放送時間で通年で編成され、現在に至っている。月曜も同様に18:00 - 21:50の番組がナイターシーズン準拠で通年化された。
- このため、2020年度以降は通年で火曜 - 金曜の21:40 - 21:50での放送となっている。

## 番組コーナー
オールナイトニッポンとは異なり、メールでの募集も行っている。
放送では毎回これらの中のいずれか1つが放送されている。
フリートーク
西川の身の回りに起こった出来事などをトークする。コーナー開始時のアタック音はhide with Spread Beaverの『ever free』の一節。
踊るダメ人間日記
自分のダメな日常を日記風に送って貰い、紹介するコーナー。『Music Revolution』第1回から始まり、allnightnippon SUPER!終了とともにコーナーも終了したが、暗黒期に1度「蝶！踊るダメ人間日記」として復活し、さらに石川が戻った2005年3月21日に復活。冒頭に流れる曲は筋肉少女帯の『踊るダメ人間』。この番組を象徴するコーナーであり、2006年のANN復活放送時には何も募集がなくとも送ってくるように告知されていた。オールナイトニッポン時から数えて4度目の復活となる。
なお、番組ホームページでのコーナー紹介は当ページの内容の一部を転載している。
妄想ナックルズ
妄想有名人の方のあるコト・ないコトを報告してもらっているコーナー。「西川貴教のオールナイトニッポン」リスナーには「マル得ネットサーフィン」のパクリと思っていただければいいとのこと。コーナー開始時のアタック音はカメラのシャッター音。
サイバー警察24時
TwitterやFacebookなどのSNS上で見られるあるあるをサイバー警察本部長の西川に報告するコーナー。コーナー開始時とネタを読み上げるときに流れるアタック音は踊る大捜査線のテーマソングである「RHYTHM AND POLICE」。
Hey! NiShiri!
Siriを模した人工知能のNishiri（ニシリ）にどんな質問をしたいのかを投稿するコーナー。ただし、ポンコツAIという設定のため、『わかりません。』などといった反応しかしない。
普通のお便り
他愛もない普通のお便りを紹介するコーナー。コーナー開始時のアタック音は仏具の鈴を鳴らす音。
なお、このコーナー以外でも時間があればエンディングでもメールを紹介することがある。
西川ちゃんのおすすめ
西川が主催するイナズマロックフェスに出演経験のあるアーティストを中心に西川以外のアーティストの楽曲を紹介する。コーナー開始時のアタック音は開始当初ふつうのお便りと同じく仏具の鈴を鳴らす音だったが、現在は羊の鳴き声を使用している。
任意の善意
2020年以降に起こったコロナ禍の影響で打撃を受けた全国各地の名産品を送ってもらい、西川が試食をするもの。ただし、番組の収録予定が不定のため、消費期限の短い生ものなどの受付は行っておらず、日持ちのするもののみを送ってくるように呼びかけている。
2020年に同様の呼び掛けを行ったところ、全く届かなかった事からコーナー化してある程度の強制力をもたせている。

## 終了したコーナー
季節のあいさつ
21世紀に合わせた新しい季節のあいさつを送ってきてもらうコーナー。
ライブハウスはトランスエリア
普段だったら絶対盛り上がらないけど、ライブだったら盛り上がりそうなフレーズを考えるコーナー。これは旧西川ANNの流れを汲むPodcast番組石川・ホンマ・ぶるんのBe-side Your Lifeでのコーナーを「自分がやるよりも西川にやらせた方が面白いと思った」という理由で当番組のコーナーとして編入したことを作家の石川が同podcast内で話している。
萎えるオカズ
自分が意図していないのに下半身が硬くなってしまった時、頭に思い浮かべて、気持ちを静める魔法の呪文を考えるコーナー。元々は石川・ホンマ・ぶるんのBe-side Your Lifeでのコーナーである。オールナイトニッポン単発復活回でのトークをきっかけにスタートした。
アマミのしきり
「デキる女」を演じさせたら日本一の女優、天海祐希さんが日常生活の様々なシーンを雑にチャキチャキ仕切っている姿をレポートしてもらうコーナー。「萎えるオカズ」に送られてきた天海ネタが面白かった為コーナーとして独立。コーナー中には天海祐希が出演したドラマ、BOSSのオープニングであるSuperflyの『Alright!!』が使用されている。
西川からのお知らへ
オールナイトニッポンから継続の告知コーナー。T.M.Revolutionの活動をスタッフが“親切に”まとめたメモを読むコーナー。だがLIVEやツアーのタイトルが変わっていたり、ありもしないことが書かれていて、最終的に「そんなに知りたきゃ、ホームページを見ろ!!」と突き放す。コーナー開始時のジングルは法螺を吹く音である。ちなみに毎回、冒頭でコーナーの趣旨を説明するが、親切なスタッフによりとんでもないことが書かれている。
なお、スタッフが作った“親切な”原稿を西川が読み上げるという手法はオープニングでの自己紹介やエンディングなどでも用いられている。
当たらないプレゼント
ある時に募集したプレゼントの応募メールの内容が面白かった事からスタートした。毎回プレゼントする商品を発表し、リスナーがどれだけ欲しいのかを西川に訴えていくコーナー。ただし、実際にプレゼントされる訳では無いので、プレゼントされる商品もジャッキやロープ、光ファイバーなどといったものが用意されている(という設定になっている)。毎回リスナーからの熱意がイマイチ伝わらないという理由により、該当者無しというオチで終了する。コーナーのBGMはJITTERIN'JINNの『プレゼント』。
トリセツ
有名人の取り扱い方を説明書形式で報告するコーナー。コーナーのBGMはコーナー名の由来になった西野カナの『トリセツ』。
こびりついてる豆知識
意識もしていないのになぜか覚えてしまっている自身の豆知識を投稿するコーナー。ネタを読み上げる毎にバネのような効果音が流れた。
番組ホームページには『役に立たないマメ知識』と誤ったコーナー名が記載されている。
次第にコーナーの趣旨から外れた、雑学（トリビア）に近いものが数多く投稿されるようになったため、2019年5月24日の放送でコーナーの終了を宣言した。

## 特別企画
キーワードクイズ
番組スポンサーのエステーから提供される商品詰め合わせや西川の海外土産などをプレゼントする際に行われた。
1週間にわたってエンディングでキーワードを発表し、それをつなぎ合わせたものを書いて応募する。
ナイターシーズン中は番組が休止になる可能性があるにもかかわらず実施された。その場合、キーワード発表の前の週の放送で完成したキーワードを事前に発表し、実際に放送された日のキーワードのみを書いて送るように告知されたことがある（その週に全く放送されなかった場合はその旨を記載して応募する事になる）。
筋肉ナイトニッポン
西川の趣味である筋トレについて、同じく筋トレを行っている有名人を迎えて1週間にわたり熱く語る企画。この企画に庄司智春やレイザーラモンHG、なかやまきんに君らがゲストとして登場していた。あまりにも熱く語りすぎるため、1週間の放送では収まらない部分があり、後日ディレクターズカット版として未放送部分などを放送していた。
1月の特別企画
毎年1月の放送では西川としぐれにで共演した土屋礼央をゲストに迎え、土屋がその年に予定されている注目すべき出来事やサービス開始予定の商品などを西川にプレゼンをしていくもの。毎年2～3週間程度放送されていたが、2022年については1ヶ月間この企画が放送され、その間通常のコーナーが全て休止となった。

## スタッフ
- 構成作家
  - 石川昭人
- ディレクター
  - 鈴木賢一（ビーチ）